# یازدهمین نشست ویژه اضطراری مجمع عمومی سازمان ملل متحد
یازدهمین اجلاس ویژه اضطراری مجمع عمومی سازمان ملل متحد به موضوع تهاجم روسیه در سال ۲۰۲۲ به اوکراین می‌پردازد. این جلسه در ۲۸ فوریه ۲۰۲۲   در مقر سازمان ملل متحد در شهر نیویورک برگزار می‌شود. 

## پیش‌زمینه
نشست اضطراری سازمان ملل  یک جلسه برنامه‌ریزی‌نشده از مجمع عمومی سازمان ملل متحد برای اتخاذ تصمیمات یا توصیه‌های فوری، اما غیرالزام‌آور در مورد یک موضوع خاص بین‌المللی است. جلسات ویژه اضطراری به‌ندرت تشکیل می‌شوند و پیش از این تنها ۱۰ بار این جلسه تشکیل شده بود.

سازوکار نشست ویژه در سال ۱۹۵۰ با تصویب قطعنامه «اتحاد برای صلح» توسط مجمع عمومی ایجاد شد که تغییرات لازم را در آیین‌نامه داخلی  مجمع ایجاد کرد.در این قطعنامه آمده است:
«اگر شورای امنیت به دلیل عدم اتفاق آراءِ اعضای دائمی، مسئولیت اصلی خود را برای حفظ صلح و امنیت بین‌المللی در هر موردی که به نظر می‌رسد تهدیدی برای صلح باشد، مانند نقض صلح یا اقدام تجاوزکارانه، انجام ندهد، مجمع عمومی فوراً موضوع را بررسی می‌کند تا توصیه‌های مناسب برای اقدامات جمعی ، از جمله در مورد نقض صلح یا اقدام تجاوزکارانه، استفاده از نیروی مسلح در صورت لزوم، حفظ یا بازگرداندن صلح و امنیت بین‌المللی، به اعضا ارائه کند. اگر مجمع عمومی در آن زمان تشکیل جلسه ندهد، مجمع عمومی می‌تواند ظرف بیست و چهار ساعت پس از درخواست در جلسه فوق‌العاده تشکیل جلسه دهد. در صورت درخواست شورای امنیت با رأی هر هفت عضو یا اکثریت اعضای سازمان ملل متحد، چنین نشست اضطراری ویژه‌ای تشکیل خواهد شد.»
این شرایط زمانی فراهم شد که  روسیه قصد داشت از حق وتوی خود در شورای امنیت سازمان ملل متحد در ۲۵ فوریه برای شکست پیش‌نویس قطعنامه S/2022/155 استفاده کند. این قطعنامه از تهاجم و خروج نیروهای روسی ابراز تاسف می کرد.

## جلسه عمومی
در ۲۷ فوریه ۲۰۲۲، شورای امنیت سازمان ملل متحد قطعنامه ۲۶۲۳ (۲۰۲۲) را تصویب کرد و خواستار تشکیل جلسه اضطراری ویژه در روز بعد شد. یازده عضو شورای امنیت رای مثبت دادند، روسیه رای مخالف و چین، هند و امارات متحده عربی رای ممتنع دادند. این قطعنامه علیرغم رای منفی روسیه به تصویب رسید، زیرا اعضای دائم شورای امنیت در مورد مسائل رویه‌ای مانند رای به تشکیل جلسه فوق العاده اضطراری حق وتو ندارند.  
قبل از قطعنامه ۲۶۲۳، قطعنامه ۳۷۷ موسوم به قطعنامه اتحاد برای صلح، فراخوانی جلسات اضطراری مجمع عمومی در ۱۲ نوبت مورد استناد قرار گرفته بود: هفت بار توسط شورای امنیت و پنج بار توسط مجمع عمومی .

### رای‌گیری
| تاییدکنندگان (۱۱)                                                                                             | ممتنع (۳)                       | مخالفان (۱) |
| --- | ------------------------------- | ----------- |
| - آلبانی - برزیل - فرانسه - گابن - غنا - جمهوری ایرلند - کنیا - مکزیک - نروژ - بریتانیا - ایالات متحده آمریکا | - چین - هند - امارات متحدهٔ عربی | - روسیه     |
| اعضای دائمی شورای امنیت به صورت پررنگ نشان داده شده اند.                                                      |                                 |             |

## اقدامات
در آغاز نشست ویژه، عبدالله شهید، رئیس مجمع عمومی از جمهوری مالدیو، از هیئت‌ها خواست تا یک دقیقه سکوت کنند. 
حدود یکصد هیئت درخواست کرده‌اند تا در مجمع سخنرانی کنند که انتظار می‌رود در ۲ مارس به قطعنامه‌ای غیرالزام آور رأی دهند.